# Бугаёв, Евгений Иосифович
Евге́ний Ио́сифович Бугаёв (28 ноября 1912 — 1997, Москва, Россия) — советский белорусский партийный и государственный деятель, журналист, историк. Доктор исторических наук (1971).

## Биография
С 1938 по 1940 год — на комсомольской, с 1942 года — на партийной работе.
В 1944—1946 годах был секретарём Гомельского областного комитета КП(б) Беларуси. В 1946 году назначен секретарём ЦК КП(б) Беларуси по пропаганде и агитации.
С января по декабрь 1948 года — первый секретарь Минского обкома КП(б) Беларуси. С 17 марта 1948 по 14 апреля 1949 года — Председатель Верховного Совета БССР.
В 1949—1954 годах — секретарь Омского обкома ВКП(б) — КПСС.
С 1954 по 1956 годы — заместитель главного редактора журнала «Партийная жизнь». В 1956—1958 годах работал в аппарате в ЦК КПСС.
С 1958 по 1960 годы — заведующий отделом журнала «Проблемы мира и социализма». В 1960—1961 годах — главный редактор журнала «Вопросы истории КПСС».
В 1961—1964 годах — главный редактор журнала «Партийная жизнь». По другим данным в 1966 году продолжал работать главным редактором. 5 января 1966 года на заседании Секретариата ЦК КПСС обсуждался его вопрос:
- Демичев. Нам необходимо укрепить руководство журналом «Партийная жизнь». Тов. Бугаев часто выпивает, журналом как следует не руководит. В результате содержание журнала стало значительно хуже. Главным редактором журнала можно бы рекомендовать т. Халдеева. Он имеет опыт партийной работы, с работой в журнале справится.
- Брежнев. Если это необходимо, то можно такую замену произвести. Но где будет работать т. Бугаев? Надо найти ему работу.
- Демичев. Мы подберём ему другую работу в печати.

В 1961—1966 годах — член Центральной ревизионной комиссии КПСС.
С 1964 по 1986 годы — член редакционной коллегии, заместитель главного редактора журнала «Коммунист». В 1970 году защитил в качестве докторской диссертации доклад по совокупности работ на тему «КПСС — вождь социалистической революции, руководящая сила строительства социализма, коммунизма».
С 1986 года на пенсии.

## Семья
Елена Ивановна Бугаёва.

## Основные работы
- Советская Белоруссия к тридцатилетию Великой Октябрьской социалистической революции. — Минск : Гос. изд-во БССР, 1947 (Ред. полит. лит.). — 79 с.
- Опыт массово-политической работы на селе. — М.: Госполитиздат, 1952. — 55 с.
- Experienţa muncii politice de massă la sate. — Bucureşti : Ed. pentru literatură politică, 1953. — 61 с.
- Zkušenosti z masově politické práce na vesnici] / Přel. Otto Hornung. — Praha: Státní zemědělské nakl., 1953. — 54 с.
- Возникновение большевистских организаций и образование Компартии Белоруссии. — М.: Госполитиздат, 1959. — 270 с.
- В коммунизм партия нас ведет. — М.: Госполитиздат, 1960. — 80 с.
- О некоторых закономерностях развития марксистско-ленинской партии. — М.: Знание, 1961. — 48 с.
- Бугаёв Е. И., Лейбзон Б. М. Беседы об Уставе КПСС. — М.: Госполитиздат, 1962. — 223 с.: ил.
  - Besedy o stanovách KSSS / E. I. Bugajev, B. M. Lejbzon ; Přel. Josef Valenta. — Praha : Nakl. politické literatury, 1963. — 231 с. : ил.
  - 2-е изд., перераб. и доп.. — М.: Политиздат, 1964. — 237 с.: ил.
- Принципы твоей жизни (Беседы о моральном кодексе строителя коммунизма). — М.: Госполитиздат, 1963. — 136 с. (редактор)
- Наша ленинская партия. — М.: Политиздат, 1963. — 144 с.
- Справочник секретаря первичной партийной организации. — М.: Политиздат, 1964. — 295 с. (редактор)
  - 2-е изд. 1965.
- «Создание большевистской партии» (1965, в соавт.)
- Что надо знать о развитии общества. — М. Политиздат, 1965. — 63 с. : ил. (также издана в Кишинёве)
- КПСС — вождь всего советского народа. — М.: Знание, 1966. — 72 с.
- КПСС — организатор коммунистического строительства в СССР. — М.: Знание, 1967. — 47 с.
- Роль Коммунистической партии в жизни советского общества. — М.: Знание, 1967. — 48 с.
- О некоторых закономерностях развития КПСС. — М.: Знание, 1969. — 46 с. — (Новое в жизни, науке, технике. Серия «Научный коммунизм», № 1).
- Беседы о партии. — М.: Молодая гвардия, 1972. — 382 с.
  - 2-е изд., доп. — М. Мол. гвардия, 1974. — 366 с.
  - 3-е изд. — М.: Мол. гвардия, 1975. — 366 с.
  - 4-е изд., доп. и перераб. — М.: Мол. гвардия, 1979. — 367 с.
- Как ленинская партия боролась за власть трудящихся. — М. : Прогресс, 1983. — 176 с.
- Что такое партия. — М. : Прогресс, 1986. — 359,[1] с. (переведена на ряд иностранных языков)
- Развитие XXVII съездом КПСС марксистско-ленинского учения о партии. — М. : О-во «Знание» РСФСР, 1987. — 63,[1] с.